# Centropogon ulloae
Centropogon ulloae är en klockväxtart som beskrevs av Thomas G. Lammers. Centropogon ulloae ingår i släktet Centropogon och familjen klockväxter. Inga underarter finns listade i Catalogue of Life.